# 石萬壽
石萬壽（1944年3月30日—），號樂君，臺灣臺南市人。台灣歷史學者，曾任成功大學歷史系教授，退休後轉兼任教授。
石萬壽出身於台南，為商號石鼎美開基祖石時榮後裔。石萬壽曾祖父石朝安，為石時榮六子石耀祖子，因石時榮八子石耀辰無子而入嗣。1962年入台灣大學社會系，受中國通史教授傅樂成影響，大二時轉學至歷史系，師事傅樂成教授，從事隋唐史研究:646，1966年畢業。服役後於1968年入台大歷史研究所，1971年畢業於台灣大學歷史研究所，8月入成功大學歷史系擔任講師，從事台灣史研究:650。
石萬壽專長為台灣史，多涉及明鄭時期軍防及台南古蹟研究，著有多篇論文發表於《臺灣文獻》、《臺灣風物》、《臺南文化》等刊物。並參與眾多台南古蹟碑記撰寫。曾任鳳凰城文史協會理事長，協助推廣台南文史。此外亦從事原住民平埔族西拉雅族研究及台灣話研究，著有《台灣拜壺民族》、《臺語常用語》等書。曾參與編纂完成《永康鄉志》與《國立成功大學六十年史》。
台南著名文史工作者石暘睢為石萬壽伯父，同為石時榮後裔。1977年，石萬壽與周泰宏，以以文納氏wenner四極法探測在南良實業公司（當時為南良紡織廠）大門進去右側一帶挖到鄭其仁墓，並發現了當時下落不明的另一匹墓前石馬（現存於鹽行天后宮後方）。巧合的是已發現的墓前石馬（赤嵌樓石馬）為其伯父石暘睢與臺南一中教師所發現。

## 傳記及研究書目
- 石萬壽，1989年，《嘉義市史蹟專輯》，台北：嘉義市政府。
- 石萬壽，2000年，《台灣拜壺民族》，台北：臺原出版社。
- 石萬壽，2004年，《樂君甲子集》，台南：台南市文化局。
- 石萬壽，2009年，《臺語常用語》，台南：台南縣政府。